# 파동 함수

양자역학에서 파동 함수(波動函數, wave function)는 양자역학적 계의 상태에 대한 정보를 담고 있는 복소 함수이다. 고전적인 파동 방정식을 따르기 때문에 이런 이름이 붙었지만, 고전적인 파동과는 여러 면에서 다르다. 파동 함수의 절댓값의 제곱은 입자가 특정 위치에 존재할 확률 밀도 함수이다 (보른 해석, Born interpretation). 수학적으로, 파동 함수의 집합은 힐베르트 공간을 이룬다. 즉, 파동 함수는 힐베르트 공간 안의 벡터로 간주할 수 있다.

## 역사
루이 드 브로이는 모든 물체는 경우에 따라 물질파라는 파동처럼 행동할 수 있으며, 이에 따른 파장과 진동수를 제시하였다. 이 가설은 이후 베르너 하이젠베르크, 에르빈 슈뢰딩거, 폴 디랙, 막스 보른 등에 의해 양자역학이라는 이론으로 발전하였다. 역사적으로, 파동 함수가 정확하게 무엇을 의미하는지 드 브로이를 비롯한 많은 물리학자들이 논쟁을 벌였다. 물질파를 주창한 드 브로이는 파동 함수의 진폭을 입자의 밀도로 해석하였으나, 막스 보른은 파동 함수의 진폭의 절댓값을 입자가 해당 위치에 존재할 확률 밀도로 해석하였다. 많은 논란을 거친 후 막스 보른의 생각이 정당하다는 사실이 밝혀졌다.

### 드브로이의 물질파에 대한 해석
루이 드 브로이는 전자의 궤적을 안내하는 어떤 파동이 존재한다고 주장했다. 전자가 핵 주위를 돌 때 그것이 따라가야 하는 길을 잡아주는 파동이 드브로이가 주장하는 파동이다. 이 파동은 드브로이의 물질파에 관한 식에서 볼 수 있듯이 전자의 질량과 속도에 의해 결정된다. 만약 전자가 이러한 파동에 의해 이끌어진다면 공간에 있는 보통 입자들 역시 파동에 의해 이끌어 질것이며, 따라서 모든 물질은 이러한 파동을 가진다고 보았다.

### 슈뢰딩거의 해석
에르빈 슈뢰딩거는 드브로이가 제안한 물질의 파동성을 접하고서 물리적 사물들이 일종의 거품일 뿐이라고 해석하였다. 그는 파동성이 물질의 실체적 속성이고 입자성은 단지 부수적 현상에 불과하다고 생각했다. 물리적 사건들은 근본적으로 파동현상이고 따라서 물리학은 파동현상을 기술하고, 그것을 지배하는 법칙을 발견하는데 치중해야 한다고 보았다.
이런 동기에서 슈뢰딩거는 파동 현상들이 따르는 법칙을 탐구하기 시작했고 1926년에 물질파의 거동을 지배하는 방정식을 발견하게 되는데 이것이 바로 슈뢰딩거 방정식이다. 이것은 파동성을 지닌 물질의 운동방정식으로써 슈뢰딩거 방정식을 풀면 파동성을 지닌 물질의 파동적 성격을 기술해 주는 함수를 얻을 수 있고 이것을 파동 함수라고 한다. 슈뢰딩거의 방정식에서 미지항은 파동 함수이고 이 방정식을 풀면 파동 함수를 얻을 수 있다.
슈뢰딩거는 뒤에 파동 함수가 3차원 실제 공간에서 펄럭이는 함수가 아니라 짜임새 공간에서 펄럭이며 움직이는 함수라고 주장하였다. 이것은 물리적 사물들이 시공간 속에서 이리저리 움직인다는 관념자체를 포기하는 것이고 이는 우리의 사유 방식 속에서 거의 불가능하다고 생각했다.
그는 네 번째 논문에 시간 의존 슈뢰딩거 방정식을 수록하였다. 이는 시간에 따라 변화하는 계의 파동 함수가 만족해야 하는 방정식이다. 슈뢰딩거는 이 논문에서 파동 함수가 본질적으로 복소수 값을 가진 함수임을 증명하였다.
복소수값을 가진 파동 함수를 해석하는 가장 쉬운 방법은 파동 함수의 절댓값의 제곱 {\displaystyle |\psi |^{2}} 이 무엇을 가리키는지 해석하는 것이다. 그 이유는 파동 함수의 절댓값에 제곱을 하면 허수부분이 사라지기 때문이다. 파동 함수의 절댓값의 제곱은 공간 전체에 퍼져있고, 시간이 진행됨에 따라 펄럭이면서 파동처럼 넓게 퍼져나간다. 슈뢰딩거는 파동 함수의 절댓값의 제곱{\displaystyle |\psi |^{2}} 을 전자의 전하밀도로 해석했다. 그러나 전자는 거의 하나의 점처럼 공간의 매우 좁은 영역을 차지하고 있다고 생각되며, 따라서 입자가 공간 전역에 퍼져 있다는 것을 쉽게 납득할 수 없었고, 슈뢰딩거 역시 자신의 해석에 만족할 수 없었다.

### 막스 보른의 해석
막스 보른은 {\displaystyle |\psi |^{2}} 이 전하 밀도가 아니라 확률 밀도라고 주장했다. 그의 해석에 의하면 위치의 함수로써 {\displaystyle |\psi |^{2}} 은 단지 바로 그 위치에서 입자가 발견될 확률밀도를 나타낸다. 비록 슈뢰딩거는 그 해석을 받아들이지 않았지만, 보른의 해석은 괴팅겐과 코펜하겐의 양자 물리학자들에게 압도적인 지지를 얻었다. 파동 함수 절댓값 제곱에 따른 보른의 이 해석 때문에 {\displaystyle |\psi |^{2}} 은 확률 밀도 함수라고 불리게 되었다.
보른의 해석은 물리학을 이해하는 데 근본적인 변혁을 가져왔다. 보른의 해석을 기점으로 물리학은 근본적인 차원에서 확률 개념을 도입해야만 했다. 파동 함수와 물리적 실재 사이의 본질적 연결은 어디에도 찾아볼 수 없으며 파동 함수는 관찰 가능한 현상들의 개연성과 연관되어 있을뿐이다.

### 아인슈타인의 불만
알베르트 아인슈타인은 막스 보른의 해석에 불만을 가지고 있었다. 아인슈타인은 1926년 보른에게 보낸 편지에 이렇게 기술하고 있다.
| “ | 양자역학은 주목받을만 하지만 내 예감으로는 그것이 여전히 진실이 아닌 것 같다. 그 이론은 많은 성과를 내었지만, 과거의 비밀에 결코 더 가까이 접근한 것 같지는 않다. 어쨌든 나는 신은 주사위놀이를 하지 않는다고 확신한다. | ” |

또한, 아인슈타인은 1948년 무렵 보른에게 이런 편지를 보냈다.
| “ | 우리는 정 반대의 과학적 목표를 지향하고 있다. 당신은 주사위 놀이를 하는 신을 믿고있고, 나는 사물의 세계 안에 실제 대상으로서 존재하는 완벽한 법칙을 믿고 있다. 나는 그것을 포착하기 위해 대단히 노력하고 있다. | ” |

아인슈타인은 사물의 세계 안에 실제 대상으로서 존재하는 완벽한 법칙을 찾기 위해 양자론과 일반상대성이론을 통합하려는 프로그램을 수행하기 시작했다. 그러나 양자역학이 포착하지 못하는 영역을 다룰 만한, 보다 완전한 이론은 아직 개발되지 않고 있다.

## 의미
파동의 상태는 파동 함수로 표현할 수 있다. 음파의 경우 파동 함수 p(x,t)는 x방향으로 진행하는 음파의 시간 t에 따른 압력의 변화를 나타낸다. 두 사람이 줄을 잡고 한쪽에서 흔들었다면 이때 줄에 생기는 파동에 대한 파동 함수 y(x, t)는 어떤 시간 t에서 원점으로부터 어떤거리 x에 있는 변위를 나타낸다. 이처럼 파동을 시간과 공간의 좌표점으로 표시할 수 있다. 따라서 드브로이의 물질파 역시 이러한 파동 함수로 나타낼 수 있으며 기호 ψ로 나타낸다. 공간의 한 점에서의 파동 함수는 그 시간에 그 좌표에서 물체를 발견할 가능성과 관계가 있지만 그 자체만으로는 물리적 의미를 갖지 못한다.

## 파동 함수의 형태
파동 함수 ψ(x,y,z,t) 만으로는 물리적인 의미를 갖지 못한다. 다만 ψ(x,y,z,t)에서 특정한 위치, 시간에 있을 때 절댓값의 제곱 {\displaystyle |\psi |^{2}} 은 그 곳에서 그 순간에 물체를 발견할 확률을 나타낸다. 파동 함수는 반드시 실수로 표현되지 않으며 실수부와 허수부를 갖는 복소함수일 수 있으므로 다음과 같은 형태로 표현한다.
{\displaystyle \psi =A+iB} (단, A, B는 실함수)
{\displaystyle \psi }의 켤레복소수 {\displaystyle \psi ^{*}}는 아래와 같다.
{\displaystyle \psi ^{*}=A-iB} (단, A, B는 실함수)
위 식을 이용하여 파동 함수의 절댓값을 계산하면 다음과 같다.
{\displaystyle |\psi |^{2}=\psi \psi ^{*}=A^{2}-i^{2}B^{2}=A^{2}+B^{2}}
따라서 계산결과는 항상 양의 실수가 나오게 된다.

## 규격화
파동 함수 {\displaystyle \psi }의 절댓값의 제곱 {\displaystyle |\psi |^{2}} 은 물체를 발견할 확률과 비례한다. 따라서 {\displaystyle |\psi |^{2}}를 모든 공간에 대해 적분했을 때 0 또는 무한대의 값이 나올 수는 없다. 만약 {\displaystyle \int _{-\infty }^{\infty }|\psi |^{2}\,dV=0\quad }이면 입자는 존재하지 않고, 이 적분은 모든 범위에서 이루어지므로 무한대일 수는 없다. 또한 {\displaystyle |\psi |^{2}} 은 정의에 의해서 음수나 복소수가 될 수가 없다. 따라서 {\displaystyle |\psi |^{2}}는 유한한 양이어야 한다.
{\displaystyle |\psi |^{2}} 이 {\displaystyle \psi } 에 의해 기술되는 입자를 발견할 확률밀도 P에 비례하게 하는 것보다 P와 같게 하는 것이 편하다. 만약 {\displaystyle |\psi |^{2}} 이 P와 같다면 다음이 성립한다.
모든 시간에서 입자는 어디엔가는 존재해야 하므로
{\displaystyle \int _{-\infty }^{\infty }P\,dV=1\quad }.
이며 따라서
{\displaystyle \int _{-\infty }^{\infty }|\psi |^{2}\,dV=1\quad }.
이다. 위 식을 만족시키는 파동 함수를 규격화되었다고 한다. 모든 의미있는 파동 함수는 적당한 상수를 곱함으로써 항상 규격화할 수 있다.

## 파동 함수가 갖추어야 할 조건
{\displaystyle \psi }는 규격화 할 수 있어야 할 뿐만 아니라 일가함수여야 한다. 왜냐하면 특정한 시간과 장소에서 P는 하나의 값을 가져야 하기 때문이다. 또한, 연속적이어야 한다. 운동량을 고려하면 편미분 {\displaystyle {\frac {\partial \psi }{\partial x}},{\frac {\partial \psi }{\partial y}},{\frac {\partial \psi }{\partial z}}}도 유한하고, 연속이어야 하며 일가함수여야 한다. 이러한 성질을 모두 갖춘 파동 함수만이 실제 계산에 사용되었을 때 물리적으로 의미 있는 결과를 준다. 그러므로 이런 조건을 갖춘 함수들만이 실제 물체에 대한 수학적 표현으로 받아들일 수 있다. 요약하면 다음과 같다.
1. {\displaystyle \psi }는 연속 미분 가능 함수이다. 즉, 파동 함수 {\displaystyle \psi (x)}는 모든 곳에서 연속이고 미분 가능한 일가함수이며, 파동 함수의 도함수 {\displaystyle \partial \psi /\partial x}, {\displaystyle \partial \psi /\partial y}, {\displaystyle \partial \psi /\partial z} 모두 모든 곳에서 연속인 일가함수이다. (다만, 파동 함수의 도함수는 미분 가능할 필요는 없다.)
2. 파동 함수는 규격화할 수 있어야 한다. 즉, 파동 함수 {\displaystyle \psi }의 절댓값의 제곱의 적분 {\displaystyle \int |\psi |^{2}\,dx}은 유한해야 한다 (square-integrable). 이에 따라, 모든 공간에 걸쳐서 :{\displaystyle \mathbf {P} =\int |\psi |^{2}\,dV}가 유한하기 위해, {\displaystyle x\to \pm \infty }, {\displaystyle y\to \pm \infty }, {\displaystyle z\to \pm \infty }인 극한에서 {\displaystyle \psi }는 0으로 수렴해야 한다.

이 조건 가운데 일부는 근사적인 모형에서 성립하지 않을 수도 있다. 예를 들어서, 무한히 높은 네모 퍼텐셜 우물에 갇힌 입자의 경우, 우물 밖에는 {\displaystyle \psi =0}이므로 이 경우 파동 함수의 미분이 연속적이지 않다. 그러나 현실에서는 무한히 높은 네모 퍼텐셜 우물이 존재하지 않는다. 퍼텐셜 함수 {\displaystyle V(x)}는 항상 연속적이므로, 우물 벽에서 {\displaystyle \psi }가 급격하게 변하지 않으며, 따라서 미분은 연속적이다. 이와 같이, 우리가 알고 있는 모든 현실적인 상황에서는 파동 함수는 항상 연속 미분 가능 함수이다.
위와 같은 조건을 갖춘 파동 함수 {\displaystyle \psi }가 주어졌다면 이 파동 함수로 기술되는 입자를 어떤 구간에서 발견할 확률은 단순히 확률 밀도 {\displaystyle |\psi |^{2}}을 그 구간에서 적분한 값이다. 그러므로, {\displaystyle x} 방향으로만 움직이는 입자를 {\displaystyle x_{1}}과 {\displaystyle x_{2}} 사이에서 발견할 확률은 다음과 같다.
{\displaystyle \mathbf {P} _{x_{1}x_{2}}=\int _{x_{1}}^{x{2}}|\psi (x)|^{2}\,dx}.

## 같이 보기
- 보손
- 드 브로이-봄 이론
- 이중슬릿 실험
- 페르미온
- 슈뢰딩거 방정식
- 파동 함수 붕괴
- 확률파동